# Poecilocloeus coffeaphilus
Poecilocloeus coffeaphilus — вид комах з родини саранових (Acrididae). Описаний у 2018 році.

## Назва
Назва виду пов'язана з тим фактом, що цей вид харчується листям кавових рослин Coffea arabica (Linnaeus, 1753).

## Поширення
Ендемік Колумбії. Поширений на південному заході Антіокії в муніципалітетах Конкордія, Салгар і Бетулія, на східному схилі Західних Кордильєр Колумбії в каньйоні річки Каука. Трапляється в хмарних лісах на висоті 1600—1800 м над рівнем моря.